# Короли (железнодорожная станция, Амурская область)
Короли́ — упразднённая железнодорожная станция (тип населённого пункта) в Октябрьском районе Амурской области, Россия. На момент упразднения входила в состав Королинского сельсовета. Исключена из учётных данных в 2005 году.

## География
Железнодорожная станция Короли была расположена у одноимённой станции Забайкальской железной дороги, на расстоянии примерно 3,5 километра (по прямой) к югу от села Короли.

## История
Железнодорожная станция Короли основана в 1932 году.
Законом Амурской области № 383 от 30 ноября 2005 года железнодорожная станция Короли исключена из учётных данных.

## Население
| 2002 |
| ---- |
| 11   |